# Los miserables (película de 2012)
Los miserables (Les Misérables) es una película musical dramática producida en 2012 por compañías del Reino Unido y de Francia, producida por Working Title Films y distribuida por Universal Pictures. La película está basada en el musical homónimo de Alain Boublil y Claude-Michel Schönberg, que a su vez se inspira en Los miserables, novela de 1862 escrita por el francés Victor Hugo. La película fue dirigida por Tom Hooper, con guion de William Nicholson, Boublil, Schönberg  y Herbert Kretzmer. Tiene un reparto coral encabezado por Hugh Jackman, Russell Crowe, Anne Hathaway, Amanda Seyfried y Eddie Redmayne.  Cuenta la historia de Jean Valjean, exconvicto que se convierte en el alcalde de una aldea en Francia. Valjean acepta tomar el cuidado de Cosette, la hija ilegítima de la agonizante Fantine, pero debido a su situación como fugitivo, debe evitar ser capturado por el inspector de policía Javert. La historia cubre 17 años y se establece en un contexto de inestabilidad política, con la película culminando en la Rebelión de junio de 1832 de Francia.
El desarrollo basado en el musical comenzó a finales de los años 80. Tras el concierto conmemorativo del 25º aniversario del musical en octubre de 2010, el productor Cameron Mackintosh anunció que había retomado el desarrollo de la película. Hooper y Nicholson fueron contactados en marzo de 2011 y los personajes principales fueron elegidos en 2011. El rodaje comenzó en marzo de 2012, y tomó lugar en varias locaciones, incluyendo Greenwich, Londres, Chatham, Winchester y Portsmouth en Hampshire (Inglaterra), al igual que en la ciudad francesa de Gourdon. Se estrenó en Londres el 5 de diciembre de 2012, y fue lanzada el 25 de diciembre del mismo año en Estados Unidos, el 26 de diciembre en Australia, y el 11 de enero de 2013 en Reino Unido. La película ha recibido críticas divididas, pero generalmente positivas, con muchos críticos alabando al reparto, especialmente la actuación de Hugh Jackman y Anne Hathaway. La película recibió el Globo de Oro a la mejor película - Comedia o musical, el Globo de Oro al mejor actor - Comedia o musical para Jackman, y el Globo de Oro a la mejor actriz de reparto para Hathaway. También recibió cuatro premios BAFTA, incluyendo Mejor actriz de reparto (Hathaway). Recibió ocho nominaciones en la 85.ª ceremonia de los Premios de la Academia, incluyendo Mejor película (el primer musical nominado desde la ganadora de 2002, Chicago) y Mejor actor para Jackman, ganando tres: Mejor mezcla de sonido, Mejor maquillaje y Mejor actriz de reparto para Hathaway.

## Argumento
En 1815, el convicto Jean Valjean (Hugh Jackman) es puesto en libertad condicional por el guardia de la prisión, Javert (Russell Crowe), tras cumplir una condena de diecinueve años por robar una hogaza de pan y numerosos intentos de fuga. Valjean es expulsado de todos los pueblos por su condición de libertad condicional. El obispo de Digne (Colm Wilkinson) le ofrece comida y refugio, pero Valjean roba sus utensilios de plata durante la noche. Es capturado por las autoridades cuando escapaba, pero el obispo les dice que el dinero se lo había dado como un regalo, asegurando así la liberación de Valjean. Después de eso, el obispo le dice a Valjean que debe seguir el camino del bien. Por la amabilidad del obispo, Valjean rompe su libertad condicional y promete iniciar una nueva vida bajo una nueva identidad.
Ocho años más tarde, en 1823, Valjean se ha convertido en propietario de una fábrica y alcalde de la ciudad francesa de Montreuil-sur-Ver. Fantine (Anne Hathaway), una de sus trabajadoras, es despedida por el capataz por culpa de una de sus compañeras debido a que descubrió que Fantine, le enviaba dinero a su hija ilegítima Cosette (Isabelle Allen), la cual vive con los inescrupulosos Thénardier (Helena Bonham Carter y Sacha Baron Cohen) y la hija de estos, Éponine (Natalya Wallace). En un intento desesperado por mantener a su hija, Fantine vende su cabello y dientes, llegando a ser una prostituta.
Ella es arrestada por Javert después de atacar a un cliente abusivo, pero es salvada por Valjean, quien la lleva al hospital. Más tarde, Valjean se entera de que un hombre está arrestado debido a que lo confunden con él. Él no puede aceptar que un hombre inocente sea condenado en su lugar, y decide revelar su identidad a la corte antes de regresar al hospital, donde le promete a Fantine que tras su muerte, él cuidará de su hija. Javert llega a tomar a Valjean en custodia, pero después de un breve enfrentamiento, Valjean salta a un río para escapar. Él paga a los Thénardiers para que le permitan tomar a Cosette, y promete ser como un padre para ella. Valjean y Cosette huyen a París. Javert se compromete a llevar preso a Valjean.
Nueve años más tarde, en 1832, cada vez hay más pobreza en París. Jean Maximilien Lamarque, el único funcionario del gobierno de simpatía hacia los pobres, está cerca de la muerte, por lo que un gran grupo de estudiantes revolucionarios adolescentes, conocido como los Amigos del ABC, planifican una rebelión contra la monarquía francesa. Los estudiantes se componen de Marius Pontmercy (Eddie Redmayne), Enjolras (Aaron Tveit), Gavroche (Daniel Huttleston), Courfeyrac (Fra Fee) y Joly (Hugh Skinner). Marius se deslumbra por Cosette (Amanda Seyfried), ahora una mujer joven, e inmediatamente se enamora de ella. Mientras tanto, a pesar de las preguntas de Cosette, Valjean se niega a hablar de su pasado o de su madre. Tras la muerte del funcionario Lamarque, Enjolras organiza un grupo de estudiantes idealistas. Mientras tanto, Éponine (Samantha Barks), amiga de Marius, lo lleva hasta Cosette, donde los dos profesan su amor. Lamentando que su amor secreto por Marius nunca será correspondido, Éponine decide unirse a la revolución.
Cuando una banda liderada por los Thénardier intenta capturar a Valjean para pedir rescate a Javert, Eponine grita para advertirles a Valjean y a Cosette. Valjean decide huir, sin darse cuenta del amor de Cosette por Marius. Al salir, Enjolras envía a los parisinos a la revuelta, y Marius envía una carta de despedida a Cosette. Al día siguiente, los estudiantes interrumpen el cortejo fúnebre de Lamarque y comienzan su revuelta. Javert se hace pasar por un rebelde con el fin de espiarlos, pero Gavroche lo reconoce y es capturado. Durante el tiroteo que siguió, apuntan a Marius, y Éponine, a costa de su propia vida, se pone en medio. Antes de morir, confiesa  su amor a Marius y luego muere en sus brazos, y en ese instante Marius la besa en la frente mientras derrama unas lágrimas. Valjean intercepta la carta de Cosette a Marius, y decide ir a la barricada para proteger a Marius. Le pide a Enjolras que se le permita ser él quien ejecute a Javert. Sin embargo, cuando los dos están solos, Valjean libera Javert, diciéndole que huya mientras dispara la pistola hacia una pared para convencer a los estudiantes que lo mató. Los parisinos que no se unieron a la revolución y los estudiantes están decididos a luchar hasta la muerte. Muchos mueren, pero Marius se salva gracias a Valjean, que arrastra su cuerpo inconsciente por las alcantarillas.
Ahí están los Thénardier, limpiando los cadáveres, y roban el anillo de Marius. Valjean escapa de las alcantarillas con Marius, pero se enfrenta a la salida con Javert. Valjean pide una hora para llevar a Marius a un médico; Javert se niega y amenaza con matarlo si no se rinde. Valjean no le hace caso y se va con Marius. Incapaz de conciliar el conflicto entre sus deberes cívicos y morales, dos cosas que siempre consideró lo mismo, Javert se suicida saltando al Sena. Más tarde, Marius llora por sus amigos, ya que todos han muerto, pero Cosette lo consuela. Valjean le revela su pasado a Marius. Le dice que debe irse porque su presencia pone en peligro a Cosette. Marius se sorprende, y en un primer lugar intenta persuadirlo para quedarse, pero de mala gana acepta la decisión de Valjean de irse, prometiendo que no va a decirle a Cosette la verdad. Marius y Cosette se casan, los Thénardiers llegan a la boda y testifican que vieron a Valjean llevando un cadáver asesinado por él mismo por las alcantarillas. Thénardier muestra involuntariamente a Marius el anillo que le robó al supuesto cadáver como "prueba". Reconociendo el anillo, Marius se da cuenta de que era Valjean quien le salvó la vida. 
Ante todo lo sucedido con los Thénardier, Marius y Cosette salen a buscar a Valjean tras saber el lugar en el que se encuentra. Como Valjean siente que se va a morir, percibe el espíritu de Fantine para llevarlo al Cielo. Cosette y Marius se apresuran a decirle adiós. Valjean hace su confesión a Cosette de su vida pasada y Valjean fallece, uniéndose en el paraíso con el Obispo, Fantine, Enjolras, Eponine, Gavroche, Courfeyrac, Joly y los otros rebeldes asesinados en la barricada.

## Reparto
| Actor / Actriz       | Personaje        |
| -------------------- | ---------------- |
| Hugh Jackman         | Jean Valjean     |
| Russell Crowe        | Javert           |
| Anne Hathaway        | Fantine          |
| Sacha Baron Cohen    | M. Thénardier    |
| Helena Bonham Carter | Mme. Thénardier  |
| Amanda Seyfried      | Cosette Adulta   |
| Isabelle Allen       | Cosette Niña     |
| Samantha Barks       | Éponine Adulta   |
| Natalya Wallace      | Éponine Niña     |
| Eddie Redmayne       | Marius Pontmercy |
| Aaron Tveit          | Enjolras         |
| George Blagden       | Grantaire        |
| Daniel Huttlestone   | Gavroche         |
| Colm Wilkinson       | Obispo de Digne  |

## Producción
En 1988 Alan Parker se consideró director de la cinta del musical Los Miserables. Sin embargo, en 1991 se confirmó que Bruce Beresford sería definitivamente el director de la cinta. En 1992, Cameron Mackintosh confirmó que la película sería coproducida por Tri-Estar Pictures. Sin embargo, el proyecto fue abandonado dejándolo apenas en preparación. A principios de 2005, Mackintosh confirmó que estaba interesado en adaptar el musical en una película. Además, quería que la película fuera dirigida por "alguien que tuviera una visión del show como fue en realidad, reuniendo al equipo original (incluyendo a Mackintosh) de vuelta al trabajo.", y cuya audiencia fuera tan fresca como las del musical mismo. 
El lanzamiento en DVD Y Blu-ray de Les misérables: 25th AnniversaryConcert confirmó el anuncio de la película del musical.
Tom Hooper comenzó negociaciones para dirigir Los Miserables en marzo de 2011, con guion de William Nicholson, y para ser producido por Cameron Mackintosh. En junio del mismo año, Hugh Jackman comenzó las negociaciones para interpretar a Jean Valjean, y Paul Bettany como Javert. Otras estrellas que se unieron al proyecto fueron Anne Hathaway y Helena Bonham Carter. 
- El 9 de septiembre de 2011, Jackman fue confirmado para hacer el papel de Valjean y Russell Crowe para el de Javert.
- El 17 de octubre de 2011, Cameron Mackintosh confirmó que Anne Hathaway encarnaría a Fantine.[3]
- El 1 de noviembre de 2011, Eddie Redmayne se unió al reparto como Marius Pontmercy.
- El 30 de noviembre de 2011, se informó de que la lista de actrices para el papel de Éponine incluía a Lea Michele, Taylor Swift, Scarlett Johansson y Evan Rachel Wood;[4] el 2 de enero de 2012, se comunicó que Taylor Swift fue la que consiguió el papel de Éponine superando a las otras actrices,[5] aunque más adelante se reveló que en realidad el papel sería para la actriz de Broadway Samantha Barks, que ya había interpretado a ese personaje en las tablas.[6]
- El 8 de diciembre de 2011, Sacha Baron Cohen se unió al reparto como Thénardier,[7] el mismo día Aaron Tveit fue elegido como Enjolras, líder de los amigos del ABC.
- El 10 de diciembre de 2011, tuvo lugar en la ciudad de Nueva York un casting abierto para la elección del papel de Cosette.
- El 4 de enero de 2012 se informó de que Amanda Seyfried se unía al reparto como Cosette, la hija pobre de Fantine (Anne Hathaway).[8]
- El 30 de enero de 2012 la revista Variety confirmó que George Blagden había sido elegido para el papel de Grantaire, el Cínico de los amigos del ABC, dando así por finalizada la elección del elenco.

En la página web Broadwayworld.com se confirmó que a Cosette le dará vida Isabelle Allen Cast, mientras que en Screenterrier.blogspot.mx se confirmó la aparición de Daniel Huttlestone como el travieso Gavroche.

## Recepción

### Comercial
Les misérables recaudó $86.720.160 en América del Norte y $480.700.000 en el resto del mundo, dando un total de $567.420.160 mundialmente. En Norteamérica, Los miserables debutó el 25 de diciembre de 2012 en 2808 teatros ocupando el primer lugar en la taquilla con una recaudación de $18,1 millones, convirtiéndose así en la película musical más taquillera durante el día de su apertura, superando a High School Musical 3: Senior Year, y también fue el segundo día de apertura más taquillero para una película estrenada el día de Navidad. Ganó $28 millones en su primer fin de semana, quedando tercero detrás de Django Unchained y El hobbit: un viaje inesperado.

### Crítica
Les misérables recibió críticas generalmente favorables. Tiene un índice de aprobación del 70% en el sitio Rotten Tomatoes sobre 227 comentarios, con una calificación de 9/10 bajo el consenso: "Impecablemente montada, pero ocasionalmente rimbombante, Les misérables en gran medida tiene éxito gracias a las virtuosas actuaciones de su distinguido elenco". En Metacritic, la película obtuvo una puntuación media de 63 sobre 100 basada en 41 opiniones que indican "revisiones generalmente favorables". 
Debido a las numerosas escenas eliminadas en la película se han creado diversas páginas, entre ellas: https://lesmisextendedversion.tumblr.com/ solicitando firmas para que los directivos se decidan a editar la versión completa del filme. Ante esta iniciativa se han sumado numerosos fanáticos de la película de todo el mundo, con el objetivo de conseguir una respuesta favorable por parte de los directivos. 

### Premios
| Premio                                         | Fecha de la ceremonia   | Categoría                                      | Nominado                                                                            | Resultado | Ref    |
| ---------------------------------------------- | ----------------------- | ---------------------------------------------- | ----------------------------------------------------------------------------------- | --------- | ------ |
| Premios Óscar                                  | 24 de febrero de 2013   | Mejor película                                 | Tim Bevan Eric Fellner Debra Hayward Cameron Mackintosh                             | Nominada  | [ 9 ]  |
| Premios Óscar                                  | 24 de febrero de 2013   | Mejor actor                                    | Hugh Jackman                                                                        | Nominado  | [ 9 ]  |
| Premios Óscar                                  | 24 de febrero de 2013   | Mejor actriz de reparto                        | Anne Hathaway                                                                       | Ganadora  | [ 9 ]  |
| Premios Óscar                                  | 24 de febrero de 2013   | Mejor canción original                         | Suddenly Claude-Michel Schönberg Herbert Kretzmer Alain Boublil                     | Nominada  | [ 9 ]  |
| Premios Óscar                                  | 24 de febrero de 2013   | Mejor diseño de vestuario                      | Paco Delgado                                                                        | Nominado  | [ 9 ]  |
| Premios Óscar                                  | 24 de febrero de 2013   | Mejor maquillaje y peluquería                  | Lisa Westcott Julie Dartnell                                                        | Ganadoras | [ 9 ]  |
| Premios Óscar                                  | 24 de febrero de 2013   | Mejor sonido                                   | Andy Nelson Mark Paterson Simon Hayes                                               | Ganadores | [ 9 ]  |
| Premios Óscar                                  | 24 de febrero de 2013   | Mejor diseño de producción                     | Eve Stewart Anna Lynch-Robinson                                                     | Nominados | [ 9 ]  |
| American Film Institute                        | 11 de enero de 2013     | Películas del año                              | Los miserables                                                                      | Ganadora  | [ 10 ] |
| AACTA Awards                                   | 28 de enero de 2013     | Mejor película internacional                   | Los miserables                                                                      | Nominada  | [ 11 ] |
| AACTA Awards                                   | 28 de enero de 2013     | Mejor actor internacional                      | Hugh Jackman                                                                        | Nominado  | [ 11 ] |
| Premios BAFTA                                  | 10 de febrero de 2013   | Mejor película                                 | Los miserables                                                                      | Nominada  | [ 12 ] |
| Premios BAFTA                                  | 10 de febrero de 2013   | Mejor película británica                       | Los miserables                                                                      | Nominada  | [ 12 ] |
| Premios BAFTA                                  | 10 de febrero de 2013   | Mejor actor principal                          | Hugh Jackman                                                                        | Nominado  | [ 12 ] |
| Premios BAFTA                                  | 10 de febrero de 2013   | Mejor actriz de reparto                        | Anne Hathaway                                                                       | Ganadora  | [ 12 ] |
| Premios BAFTA                                  | 10 de febrero de 2013   | Mejor fotografía                               | Danny Cohen                                                                         | Nominado  | [ 12 ] |
| Premios BAFTA                                  | 10 de febrero de 2013   | Mejor diseño de vestuario                      | Paco Delgado                                                                        | Nominado  | [ 12 ] |
| Premios BAFTA                                  | 10 de febrero de 2013   | Mejor maquillaje y peluquería                  | Lisa Westcott                                                                       | Ganadora  | [ 12 ] |
| Premios BAFTA                                  | 10 de febrero de 2013   | Mejor sonido                                   | Simon Hayes Andy Nelson, Mark Paterson, Jonathan Allen, Lee Walpole y John Warhurst | Ganadores | [ 12 ] |
| Premios BAFTA                                  | 10 de febrero de 2013   | Mejor diseño de producción                     | Eve Stewart Anna Lynch-Robinson                                                     | Ganadoras | [ 12 ] |
| Broadcast Film Critics Association Awards      | 10 de enero de 2013     | Mejor película                                 | Los miserables                                                                      | Nominada  | [ 13 ] |
| Broadcast Film Critics Association Awards      | 10 de enero de 2013     | Mejor director                                 | Tom Hooper                                                                          | Nominado  | [ 13 ] |
| Broadcast Film Critics Association Awards      | 10 de enero de 2013     | Mejor reparto                                  |                                                                                     | Nominado  | [ 13 ] |
| Broadcast Film Critics Association Awards      | 10 de enero de 2013     | Mejor actor                                    | Hugh Jackman                                                                        | Nominado  | [ 13 ] |
| Broadcast Film Critics Association Awards      | 10 de enero de 2013     | Mejor actriz de reparto                        | Anne Hathaway                                                                       | Ganadora  | [ 13 ] |
| Broadcast Film Critics Association Awards      | 10 de enero de 2013     | Mejor canción                                  | Suddenly                                                                            | Nominada  | [ 13 ] |
| Broadcast Film Critics Association Awards      | 10 de enero de 2013     | Mejor cinematografía                           | Danny Cohen                                                                         | Nominado  | [ 13 ] |
| Broadcast Film Critics Association Awards      | 10 de enero de 2013     | Mejor dirección de arte                        | Eve Stewart Anna Lynch-Robinson                                                     | Nominada  | [ 13 ] |
| Broadcast Film Critics Association Awards      | 10 de enero de 2013     | Mejor edición                                  | Chris Dickens                                                                       | Nominado  | [ 13 ] |
| Broadcast Film Critics Association Awards      | 10 de enero de 2013     | Mejor diseño de vestuario                      | Paco Delgado                                                                        | Nominado  | [ 13 ] |
| Broadcast Film Critics Association Awards      | 10 de enero de 2013     | Mejor maquillaje                               | Lisa Westcott                                                                       | Nominada  | [ 13 ] |
| Asociación de Críticos de Cine de Chicago      | 17 de diciembre de 2012 | Mejor actriz de reparto                        | Anne Hathaway                                                                       | Nominada  | [ 14 ] |
| Asociación de Críticos de Cine de Chicago      | 17 de diciembre de 2012 | Mejor dirección de arte                        | Eve Stewart Anna Lynch-Robinson                                                     | Nominada  | [ 14 ] |
| Asociación de Críticos de Cine de Chicago      | 17 de diciembre de 2012 | Actriz más prometedora                         | Samantha Barks                                                                      | Nominada  | [ 14 ] |
| Premios del Sindicato de Directores            | 2 de febrero de 2013    | Mejor dirección                                | Tom Hooper                                                                          | Nominado  |        |
| Premios Globo de Oro                           | 13 de enero de 2013     | Mejor película - Comedia o musical             | Los miserables                                                                      | Ganadora  | [ 15 ] |
| Premios Globo de Oro                           | 13 de enero de 2013     | Mejor actor - Comedia o musical                | Hugh Jackman                                                                        | Ganador   | [ 15 ] |
| Premios Globo de Oro                           | 13 de enero de 2013     | Mejor actriz de reparto                        | Anne Hathaway                                                                       | Ganadora  | [ 15 ] |
| Premios Globo de Oro                           | 13 de enero de 2013     | Mejor canción original                         | Suddenly                                                                            | Nominada  | [ 15 ] |
| Festival de Cine de Hollywood                  | 23 de octubre de 2012   | Mejor tráiler                                  | Erin Wyatt                                                                          | Ganadora  | [ 16 ] |
| Festival de Cine de Hollywood                  | 23 de octubre de 2012   | Productor del año                              | Tim Bevan, Eric Fellner, Debra Hayward y Cameron Mackintosh                         | Ganadores | [ 16 ] |
| Festival de Cine de Hollywood                  | 23 de octubre de 2012   | Premio del reflector                           | Samantha Barks                                                                      | Ganadora  | [ 16 ] |
| Houston Film Critics Society                   | 5 de enero de 2013      | Mejor película                                 | Los miserables                                                                      | Nominada  |        |
| Houston Film Critics Society                   | 5 de enero de 2013      | Mejor director                                 | Tom Hooper                                                                          | Nominado  |        |
| Houston Film Critics Society                   | 5 de enero de 2013      | Mejor actor                                    | Hugh Jackman                                                                        | Nominado  |        |
| Houston Film Critics Society                   | 5 de enero de 2013      | Mejor actriz de reparto                        | Anne Hathaway                                                                       | Ganadora  |        |
| Houston Film Critics Society                   | 5 de enero de 2013      | Mejor cinematografía                           | Danny Cohen                                                                         | Nominado  |        |
| Houston Film Critics Society                   | 5 de enero de 2013      | Mejor canción original                         | Suddenly                                                                            | Ganadora  |        |
| London Film Critics Circle                     | 20 de enero de 2013     | Película británica del año                     | Los miserables                                                                      | Nominada  |        |
| London Film Critics Circle                     | 20 de enero de 2013     | Actor del año                                  | Hugh Jackman                                                                        | Nominado  |        |
| London Film Critics Circle                     | 20 de enero de 2013     | Actriz de reparto del año                      | Anne Hathaway                                                                       | Ganadora  |        |
| London Film Critics Circle                     | 20 de enero de 2013     | Actriz británica joven del año                 | Samantha Barks                                                                      | Nominada  |        |
| LAFCA                                          | 9 de diciembre de 2012  | Mejor actriz de reparto                        | Anne Hathaway (también por The Dark Knight Rises)                                   | Nominada  |        |
| New York Film Critics Circle Award             | 3 de diciembre de 2012  | Mejor actriz de reparto                        | Anne Hathaway (también por The Dark Knight Rises)                                   | Nominada  |        |
| Críticos de Cine en línea de Nueva York        | 3 de diciembre de 2012  | Películas del año                              | Los miserables                                                                      | Ganadora  |        |
| Críticos de Cine en línea de Nueva York        | 3 de diciembre de 2012  | Mejor actriz de reparto                        | Anne Hathaway                                                                       | Ganadora  |        |
| Producers Guild of America Award               | 26 de enero de 2013     | Mejor película teatral                         | Los miserables                                                                      | Nominada  | [ 17 ] |
| Premios Satellite                              | 16 de diciembre de 2012 | Mejor película                                 | Los miserables                                                                      | Nominada  | [ 18 ] |
| Premios Satellite                              | 16 de diciembre de 2012 | Mejor elenco - Película                        |                                                                                     | Ganador   | [ 18 ] |
| Premios Satellite                              | 16 de diciembre de 2012 | Mejor actor - Película                         | Hugh Jackman                                                                        | Nominado  | [ 18 ] |
| Premios Satellite                              | 16 de diciembre de 2012 | Mejor actor de reparto - Película              | Eddie Redmayne                                                                      | Nominado  | [ 18 ] |
| Premios Satellite                              | 16 de diciembre de 2012 | Mejor actriz de reparto - Película             | Anne Hathaway                                                                       | Ganadora  | [ 18 ] |
| Premios Satellite                              | 16 de diciembre de 2012 | Mejor actriz de reparto - Película             | Samantha Barks                                                                      | Nominado  | [ 18 ] |
| Premios Satellite                              | 16 de diciembre de 2012 | Mejor dirección de arte y diseño de producción | Eve Stewart Anna Lynch-Robinson                                                     | Nominada  | [ 18 ] |
| Premios Satellite                              | 16 de diciembre de 2012 | Mejor diseño de vestuario                      | Paco Delgado                                                                        | Nominado  | [ 18 ] |
| Premios Satellite                              | 16 de diciembre de 2012 | Mejor edición                                  | Chris Dickens                                                                       | Nominado  | [ 18 ] |
| Premios Satellite                              | 16 de diciembre de 2012 | Mejor canción original                         | Suddenly                                                                            | Ganadora  | [ 18 ] |
| Premios Satellite                              | 16 de diciembre de 2012 | Mejor sonido                                   | John Warhurst Lee Walpole Simon Hayes                                               | Ganadores | [ 18 ] |
| Premios del Sindicato de Actores               | 27 de enero de 2013     | Mejor actor                                    | Hugh Jackman                                                                        | Nominado  | [ 19 ] |
| Premios del Sindicato de Actores               | 27 de enero de 2013     | Mejor actriz de reparto                        | Anne Hathaway                                                                       | Ganadora  | [ 19 ] |
| Premios del Sindicato de Actores               | 27 de enero de 2013     | Mejor reparto                                  |                                                                                     | Nominado  | [ 19 ] |
| Premios del Sindicato de Actores               | 27 de enero de 2013     | Mejor reparto de especialistas                 |                                                                                     | Nominado  | [ 19 ] |
| Washington D. C. Area Film Critics Association | 10 de diciembre de 2012 | Mejor película                                 | Los miserables                                                                      | Nominada  | [ 20 ] |
| Washington D. C. Area Film Critics Association | 10 de diciembre de 2012 | Mejor actuación por un elenco                  |                                                                                     | Ganador   | [ 20 ] |
| Washington D. C. Area Film Critics Association | 10 de diciembre de 2012 | Mejor actor                                    | Hugh Jackman                                                                        | Nominado  | [ 20 ] |
| Washington D. C. Area Film Critics Association | 10 de diciembre de 2012 | Mejor actriz de reparto                        | Samantha Barks                                                                      | Nominada  | [ 20 ] |
| Washington D. C. Area Film Critics Association | 10 de diciembre de 2012 | Mejor actriz de reparto                        | Anne Hathaway                                                                       | Ganadora  | [ 20 ] |
| Washington D. C. Area Film Critics Association | 10 de diciembre de 2012 | Mejor director                                 | Tom Hooper                                                                          | Nominado  | [ 20 ] |
| Washington D. C. Area Film Critics Association | 10 de diciembre de 2012 | Mejor dirección de arte                        | Eve Stewart Anna Lynch-Robinson                                                     | Nominada  | [ 20 ] |
| Washington D. C. Area Film Critics Association | 10 de diciembre de 2012 | Mejor cinematografía                           | Danny Cohen                                                                         | Nominado  | [ 20 ] |